# Генешть (Арджеш)
Генешть, Генешті (рум. Gănești) — село у повіті Арджеш в Румунії. Входить до складу комуни П'єтрошань.
Село розташоване на відстані 125 км на північний захід від Бухареста, 29 км на північ від Пітешть, 120 км на північний схід від Крайови, 84 км на південний захід від Брашова.

## Населення
За даними перепису населення 2002 року у селі проживали 712 осіб, усі — румуни. Усі жителі села рідною мовою назвали румунську.